# Greenmail
La greenmail è una strategia di corporate governance che viene di solito utilizzata da una società oggetto di scalata (società target) al fine di impedire la scalata stessa.
Nel momento in cui il management della società target ha ricevuto notizia dell'acquisto da parte di un'altra società di un pacchetto di azioni della società target e dopo aver conosciuto le intenzioni "ostili" dell'acquirente, il management della target lancia un'offerta su quel pacchetto di azioni, proponendosi di comprarlo ad un prezzo più alto che quello di mercato. In questo modo, l'azienda acquirente può vedere conveniente la vendita di quel pacchetto di azioni, e rinunciare, per questo, alla scalata, in cambio di profitto.
Come è evidente, questa tecnica avviene a scapito degli azionisti della società target, in quanto l'acquisto avviene utilizzando fondi della società stessa, e a vantaggio del management, che evita così il pericolo di un cambio ai vertici dopo l'acquisizione.